# Norwood (Massachusetts)
Norwood è un comune degli Stati Uniti d'America facente parte della contea di Norfolk nello stato del Massachusetts.
Booty 
Pollution